# Mszana Dolna
Mszana Dolna ist eine Stadt sowie Sitz der gleichnamigen Stadt- sowie der eigenständigen Landgemeinde im Powiat Limanowski der Woiwodschaft Kleinpolen in Polen.

## Geographie
Der Ort liegt an der Mündung des Bachs Mszanka in die Raba, im Westteil der Inselbeskiden. Durch Mszana Dolna verläuft die Staatsstraße DK 28, die Zator über Nowy Sącz mit Przemyśl verbindet.

## Geschichte
Der Ort Kinsbark wurde erstmals 1365 als neue Gründung auf deutschem Recht erwähnt. Der Name Kinsbark (das moderne Äquivalent wäre Königsberg) deutet auf deutsche Ansiedlung hin, aber der Name Mszana ist älter und wurde im Jahr 1257 als der Bach Mschena erwähnt. Für einige Dekaden hatte Kinisbark (polonisiert als Mieścisko) das Stadtrecht, aber verlor es in der ersten Hälfte des 15. Jahrhunderts und im Jahr 1464 ging es in das Dorf Mszana auf. Im Schwedisch-Polnischen Krieg (Zweiter Nordischer Krieg) Mitte des 17. Jahrhunderts wurde der Ort niedergebrannt.
In Mszana Dolna lebten vor dem Zweiten Weltkrieg etwa 800 Juden, das waren 30 Prozent der Bevölkerung. Nach der deutschen Eroberung Polens 1939 wurde die Kennzeichnung der Juden mit einem Davidsternarmband verordnet. Im März und April 1940 kamen aus Łódź vertriebene Juden hinzu, und im Juli 1941 wurde ein Zwangsghetto eingerichtet, das etwa eintausend Juden umfasste. Ab Mitte 1942 wurden die arbeitsfähigen Juden abgezogen, und am 19. August 1942 900 Juden auf dem Gelände der Konservenfabrik durch deutsche Polizeikräfte aus Nowy Sacz erschossen.

## Landgemeinde
Die Landgemeinde (gmina wiejska) Mszana Dolna hat eine Fläche von 169,83 km², auf der 17.618 Menschen leben (31. Dezember 2020). Zu ihr gehören neun Orte mit elf Schulzenämtern.

## Persönlichkeiten
- Helena Mikołajczyk (* 1968), polnische Biathletin
- Jan Ziemianin (* 1962), polnischer Biathlet

## Städtepartnerschaften
- Biri, Ungarn